# Tara (Irland)
Koordinaten: 53° 34′ 43,2″ N, 6° 36′ 43,2″ W
Tara (altirischer Name Temair, Aussprache wahrscheinlich [tʲeṽarʲ], modern Teamhair, [tʲaʊrʲ], dt. Erhebung, Hügel, möglicherweise „Ort der schönen Aussicht“) ist ein Hügel im County Meath in Irland, auf dem sich zahlreiche vorzeitliche und frühgeschichtliche Monumente befinden. Die nahegelegene Ortschaft hat 1.135 Einwohner (Stand 2006).

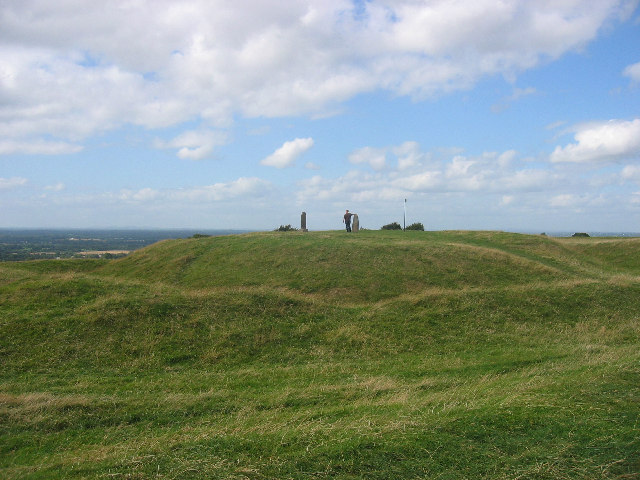
Tara

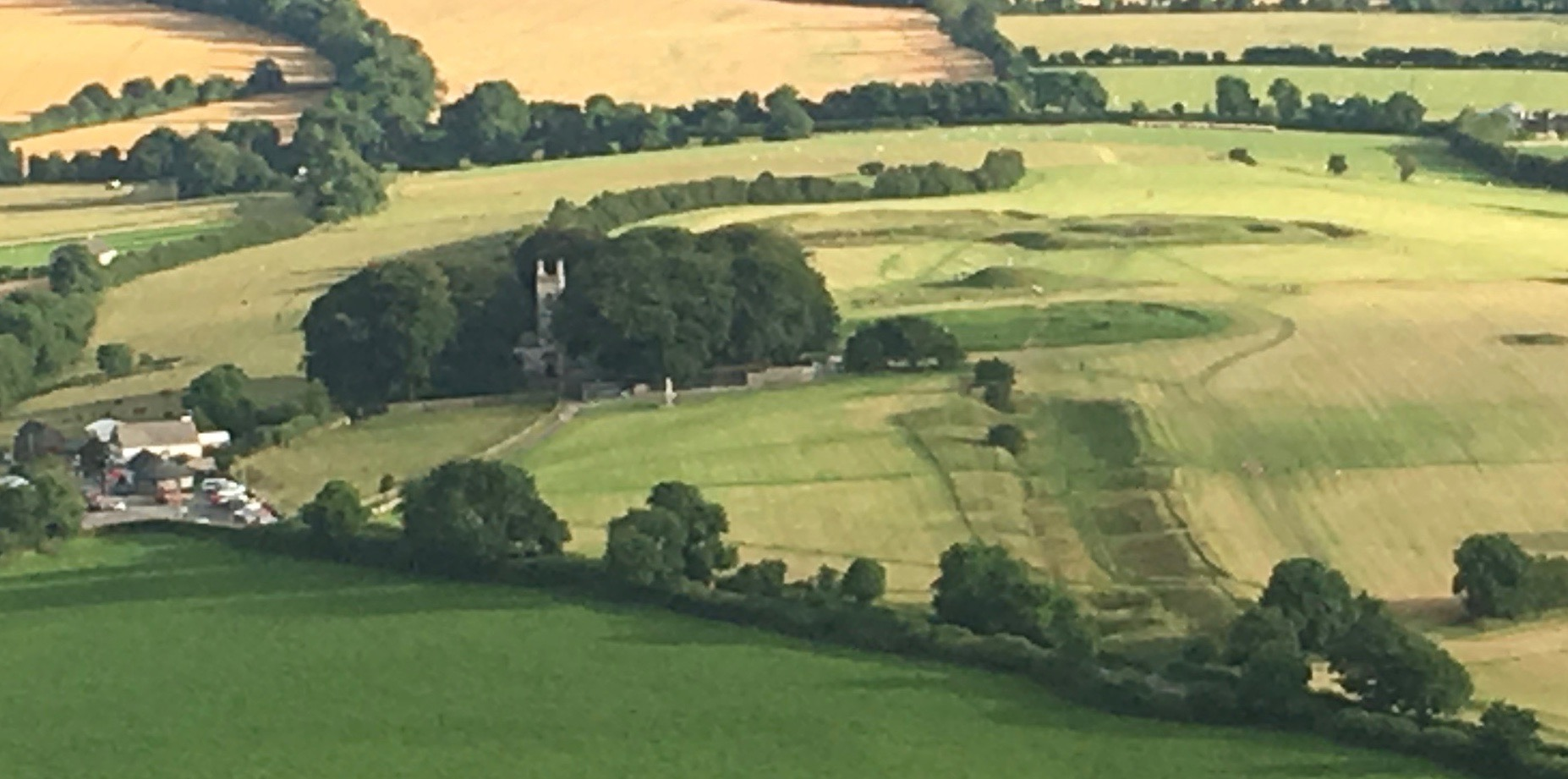
Hill of Tara

## Monumente

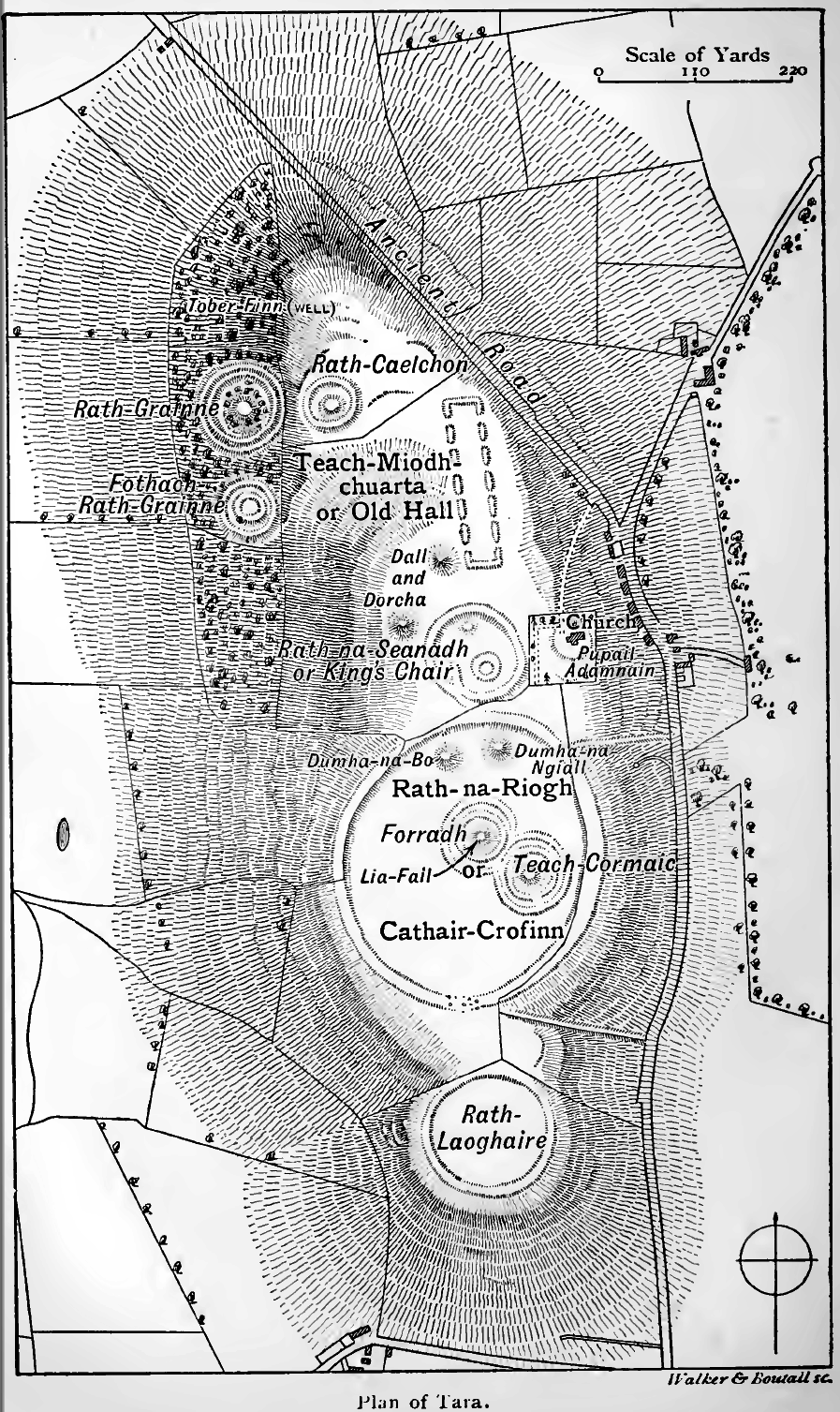
Der Plan von Tara nach Wakeman

Der Hügel von Tara gehört zu den meistverehrten Punkten in Irland. Aus der Zeit des legendären Königs Cormac mac Airt (im 3. Jahrhundert n. Chr.) kam er ins historische Rampenlicht. Er hatte wahrscheinlich lange zuvor religiöse Bedeutung. Der vorgeschichtliche Clansitz entwickelte sich zum regionalen Königssitz, dessen Herrscher (die südlichen Uí Néill, anglisiert O’Neill) zeitweise den Anspruch erhoben, Hochkönige Irlands zu sein.
Die irischen Hochkönige entstammen keiner erblichen Linie, die in Tara residierte, aber etliche Regionalkönige kämpften der Überlieferung nach um diesen imaginären Titel. Es gab aber nie, sieht man von wenigen Jahren der Herrschaft Brian Borus im 11. Jahrhundert ab, einen Hochkönig, der wirklich Macht über Irland besaß. Könige von Tara waren die ansässigen O’Neill. Als St. Patrick nach Tara kam, um hier König Laoghaire (King Lear) zu treffen, waren die heidnischen Priester auf dem Höhepunkt ihrer Macht. Der Königssitz wurde im Jahre 1022 von Mael Shechlainn aufgegeben. Ab dem 12. Jahrhundert verlor Tara allmählich auch seine heidnisch-religiöse Bedeutung. Es gibt hier keine Anzeichen des großen Königspalastes. Nichts als einfache Erdwälle, die Raths of Tara, blieben erhalten. Die in alten literarischen Quellen genannten Gebäude müssen aus Holz gewesen sein und sind lange verschwunden.
Das prominenteste und älteste Denkmal des Hügels ist der Mound of the Hostages (Hügel der Geiseln). Er ist, wie sich bei seiner Ausgrabung erwies, ein Passage tomb. Es wurde auf ungefähr 2700 v. Chr. datiert, wurde aber auch noch in den folgenden Jahrhunderten sekundär verwendet. Der Erdhügel steht im nördlichen Teil einer großen Einfriedung, die durch einen Wall mit einem Graben umgeben ist. Diese große ovale Einfriedung (Royal Enclosure) ist ein Rath, ein Typ, der für die Eisenzeit typisch ist und viel später entstand als der Hügel der Geiseln. In der Mitte der Einfriedung liegen zwei sich tangierende kleinere, nahezu runde Raths, bekannt als der Königssitz (Forradh oder Royal Seat) und Teach Cormaic (Haus von Cormac).

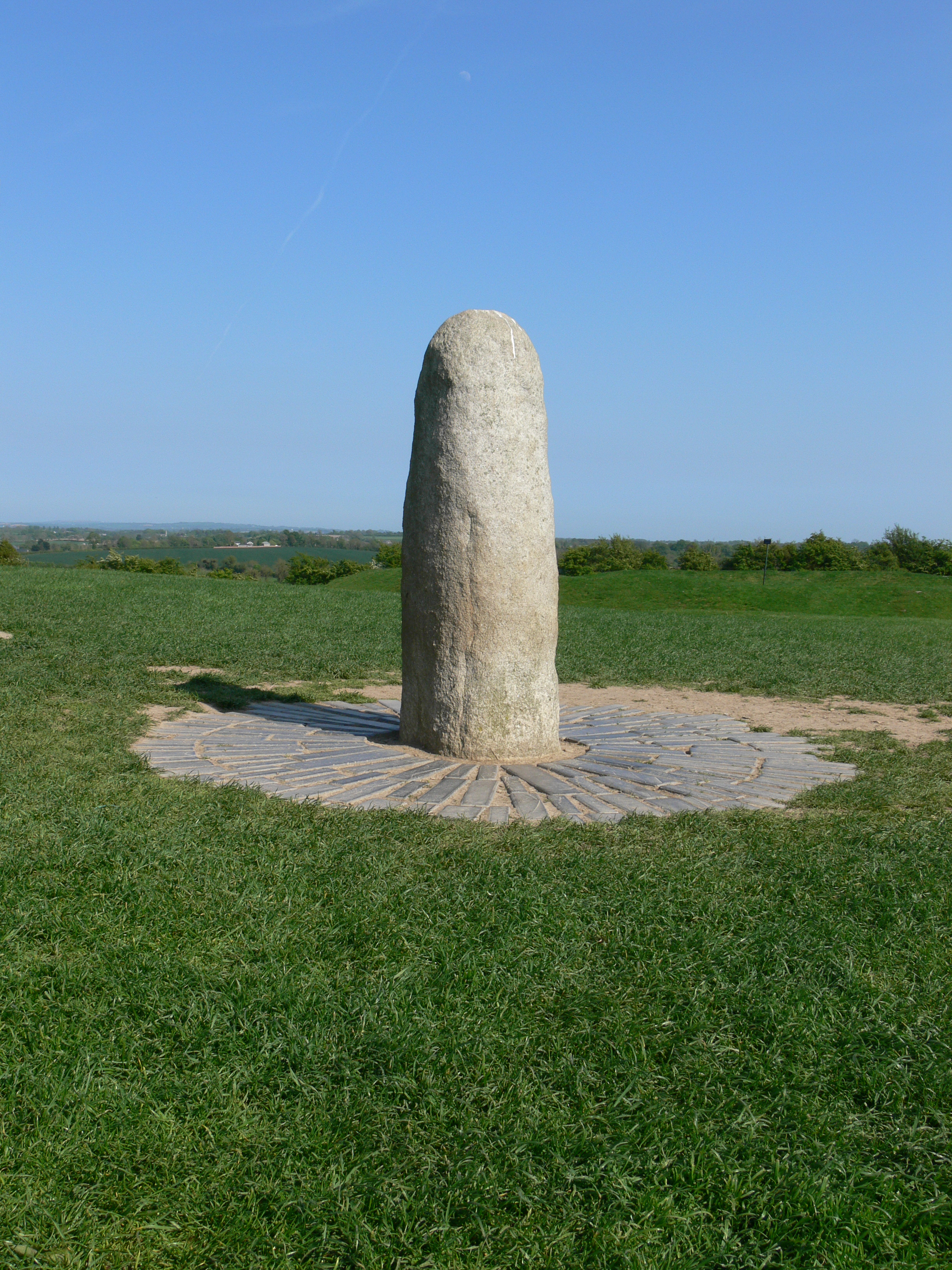
Der Lia Fáil

Cormacs Haus hat zwei Wälle und zwei Gräben. Der äußere macht auf der Nordseite einen Bogen, um einen älteren Grabhügel einzuschließen. Im Zentrum steht neben der Bildsäule St. Patricks der Lia Fáil (der Schicksalsstein), der ursprünglich in der Nähe des Hügels der Geiseln stand. Er wurde hier zu Ehren derjenigen wiederaufgestellt, die in der Irischen Rebellion von 1798 starben. Die Überlieferung besagt unter anderem, dass die Könige auf dem Stein gekrönt wurden und dass er brüllte, wenn der König akzeptiert wurde.
Im Norden der königlichen Enclosure liegt der Ráth na Seanadh (Rath der Synoden), einer der seltenen Raths mit drei konzentrischen Wällen, der in den frühen Jahren des 20. Jahrhunderts von Anglo-Israelismus-Anhängern verwüstet wurde. Sie glaubten, dass sie hier die Arche finden würden. Das Material, welches mit später ausgegrabenem Material ergänzt wurde, zeigt, dass in dem in den ersten drei Jahrhunderten n. Chr. entstandenen Rath Häuser standen, die von Palisaden umgeben waren.
Nördlich des Rath der Synoden liegt ein langes, von einem Wall umgebenes, unvollständiges Rechteck. Das soll der Bankett-Saal sein, wo jeder seinem Status entsprechend saß. Im Nordwesten des Saals liegen weitere kleine runde und ovale Erdwälle, von denen einer Grainne's Fort genannt wird, nach der Tochter von König Cormac, die die Heldin der tragischen Liebe von Diarmuid und Gráinne war. Die anderen Anlagen sind als die schrägen Gräben bekannt. Südlich der königlichen Enclosure liegt Rath Laoghaire, ein zweiter ovaler Erdwall, benannt nach King Lear. Über 800 m südlich des Tara-Hügels liegt ein weiterer Hügel, der mit einem Ringwall, genannt Rath Maeve, gekrönt ist. Es handelt sich um ein Gebiet von 225 m Durchmesser, eingeschlossen von einem großen Wall und einem Graben, der teilweise verschwunden ist.
Eine Lismullin Henge oder Lissmullin Circle genannte, bisher unbekannte Formation und ein Souterrain wurden bei Lismullin unweit von Tara entdeckt.

## Geschichte
Der Ort ist mit Mythen und Legenden verbunden und die wahre Geschichte des schon seit der Steinzeit besiedelten Ortes ist schwer zu fassen. Der „Mound of the Hostages“ stammt aus der neolithischen Periode vor rund 5000 Jahren. 
Manche Historiker sind der Ansicht, dass Tara ab der Invasion der goidelischen Kelten bis zur anglo-normannischen Invasion durch Richard de Clare, 2. Earl of Pembroke, im Jahr 1169 ein politisches und spirituelles Zentrum war. Eine Rolle spielte Tara auf jeden Fall als Sitz der südlichen Uí Néill (irische Regionalkönige) bis ins 12. Jahrhundert, wenn auch nicht in der allgemeineren Bedeutung.
Nach einem dindsenchas (Ortsnamengedicht) des Fintan war Tara zuerst ein Haselwald namens Fordrium. Liath, Sohn von Laigne Lethan-glas, rodete den Wald zur Zeit Ollcans und baute hier Korn an. Danach wurde der Hügel Druim Leith genannt. Unter Cain dem Sorgenfreien, Sohn von Fiachu Cendfindan, erhielt es den Namen Druim Cain. Unter den Tuatha de Danann hieß es Cathair Crofhind. Tea, Tochter des Lugaid und Frau des Erimon, baute hier ein Haus, das mit einem Wall befestigt war. Sie wurde jenseits des Walles auf dem Hügel begraben und man gab ihm den Namen Temair. Unter den Milesiern wurde es Königssitz.

## Bedeutung
Nach der Mythologie soll der Name von der keltischen Göttin Tea stammen. Tea Múr, Teas Mauer, wurde zu Temair. Zuvor hatten die Tuatha de Danann hier den Lia Fáil, ihren Schicksalsstein, aufgestellt. Der Gott Nuada (mit der silbernen Hand) wurde hier wieder in sein Amt eingesetzt. Der pankeltische Gott Lugh erschien in Tara.
Der Legende nach war hier der Sitz der Hochkönige. Von hier sollen über 140 Könige der südlichen Ui Néill (O’Neill) geherrscht haben. Als Garant gesellschaftlich-kultureller Einheit der Provinzen Irlands wurde und ist Tara jedoch ein wichtiges Symbol irischer nationaler Einheit und Identifikation. Dazu trugen besonders die Überlieferungen im Lebor Laignech („Das Buch von Leinster“, ca. 1160) und im Leabhar Buidhe Lecain („Das gelbe Buch von Lecan“, um 1400) bei, die es von anderen Königssitzen so nicht gibt. 
Bekannt ist Tara auch durch ein Gedicht des irischen Dichters Thomas Moore, „The harp that once through Tara’s halls“. Die deutsche Band Suidakra veröffentlichte 1998 ein Lied mit dem Titel The Fall of Tara.
Im Filmklassiker um die Südstaaten Vom Winde verweht hat Tara insofern eine große Bedeutung, da die Plantage der Familie O’Hara nach dem mythischen Ort benannt ist. Hier wächst die Hauptperson Scarlett O’Hara auf und kehrt am Ende des Films wieder zu ihrem Geburtsort zurück. In der Fortsetzung des Films von 1994 Scarlett reist Scarlett nach Irland. Als sie das echte Tara besucht, nimmt sich Scarlett eine Handvoll Erde mit, um sie auf dem Grab ihres Vaters, eines gebürtigen Iren, zu verstreuen.

## Heutige Situation

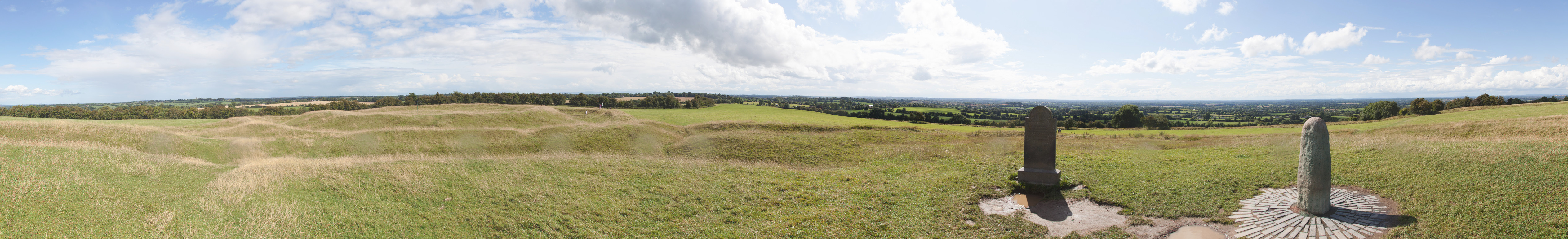
Lia Fáil und umgebende Landschaft

Von der Anlage auf dem Hill of Tara sind lediglich einige von Gras überwucherte Grundrisse erkennbar. 2008 hat man das Monument durch den Neubau der Autobahn M 3 bedroht gesehen, die in der Nähe des Hügels vorbeiführt, die M 3 wurde im Juni 2010 eröffnet.
Wegen des geplanten Autobahnbaus wurde Tara 2008 vom World Monuments Fund in die Liste der 100 meistgefährdeten Kulturdenkmäler aufgenommen und 2009 von der Smithsonian Institution in die Liste der 15 sehenswertesten gefährdeten Kulturschätze.